# Bitwa pod Borowicą Małą

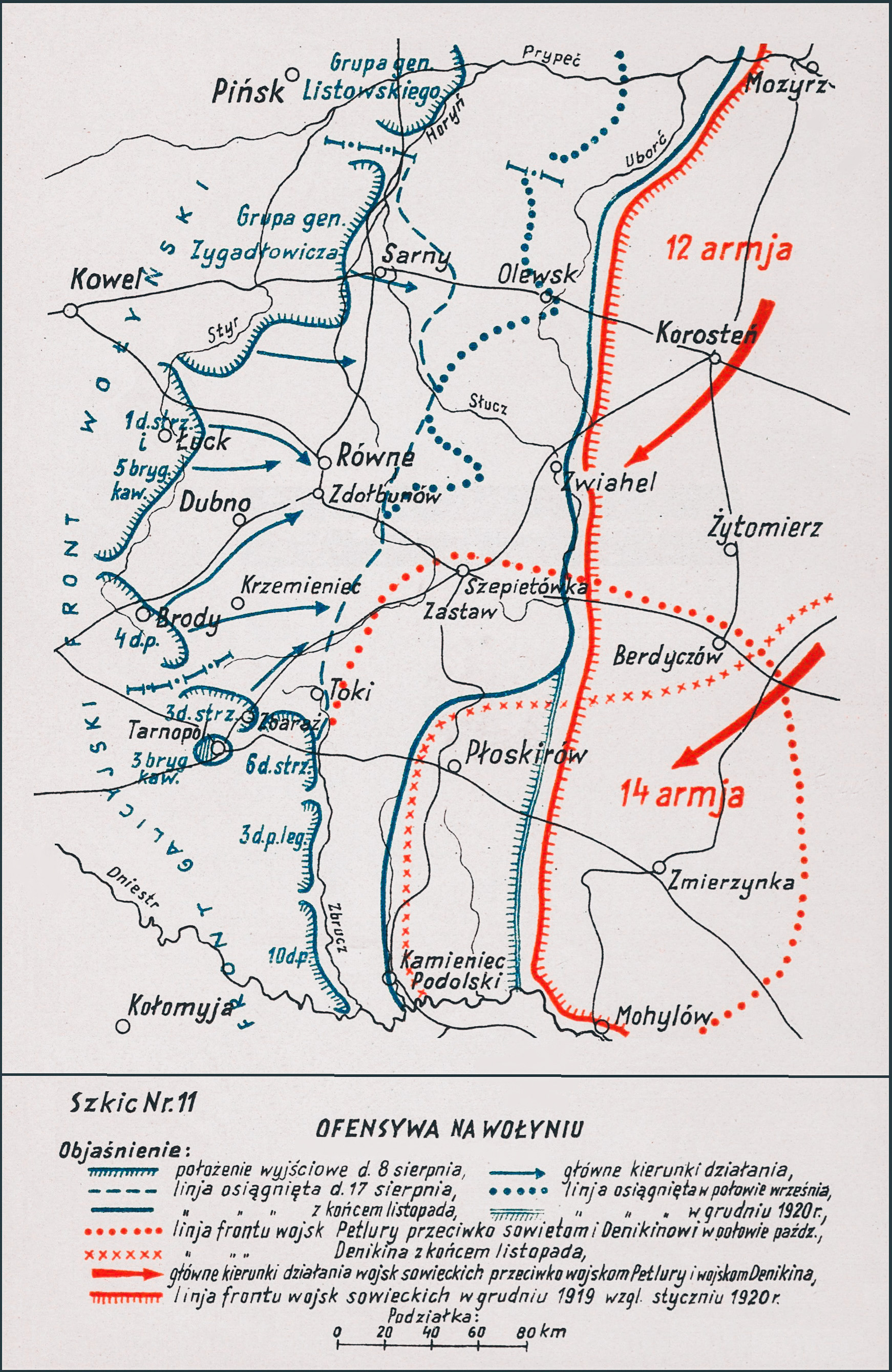
Adam Przybylski,
Wojna Polska 1918–1921

Bitwa pod Borowicą Małą – walki grupy gen. Franciszka Krajowskiego z oddziałami Armii Czerwonej toczone w pierwszym roku wojny polsko-bolszewickiej.

## Geneza
Pod koniec maja 1919, w czasie gdy Wojsko Polskie prowadziło na Podolu walki z wojskami Zachodnioukraińskiej Republiki Ludowej, na Wołyniu wojska sowieckie odrzuciły wojska Ukraińskiej Republiki Ludowej kierowane przez Symona Petlurę na południe, zajmując Równe, Dubno i Krzemieniec. W rezultacie tych wydarzeń, w pierwszych dniach czerwca oddziały polskie wchodzące w skład wojsk Frontu Wołyńskiego znalazły się w styczności bojowej z jednostkami sowieckimi. Nowy przeciwnik od razu rozpoczął intensywne natarcia na oddziały grupy gen. Bronisława Babiańskiego pod Rafałówką i Czartoryskiem oraz przeciwko oddziałom obsadzającym Radziwiłłów nad granicą galicyjską. Chwilowe powodzenie, które odniosły one na odcinku gen. Babiańskiego, szybko powstrzymano. Podejmowane przez Sowietów próby kontynuowania działań zaczepnych zostały zatrzymane przez wojska Frontu Galicyjskiego gen. Wacława Iwaszkiewicza w rejonie Radziwiłłowa, czyli na linii dawnej granicy austriacko-rosyjskiej sprzed I wojny światowej. 
W drugiej połowie lipca na frontach wołyńskim i galicyjskim linia styczności wojsk biegła wzdłuż rzeki Styr, poczynając od Prypeci, a następnie przez Brody i Załoźce wzdłuż rzeki Zbrucz. Północna część frontu tworzyła odcinek przeciwsowiecki, w południowej zaś części, od Podwołoczysk, oddziały polskie znalazły się w styczności z wojskami Ukrainy Naddnieprzańskiej. Wojska te zachowały w stosunku do Polaków neutralność, całą swą uwagę poświęcając walce z Armią Czerwoną.

## Walczące wojska
| Jednostka                  | Dowódca                    | Podporządkowanie        |
| Wojsko Polskie             |                            |                         |
| Grupa gen. Krajowskiego    | gen. Franciszek Krajowski. | 4 DP (Front Wołyński)   |
| ⇒ 10 pułk piechoty         | ppłk. Adolf Jastrzębski    | grupa gen. Krajowskiego |
| ⇒ III/14 pułku piechoty    |                            | grupa gen. Krajowskiego |
| ⇒ dwie baterie 4 pap       |                            | grupa gen. Krajowskiego |
| ⇒ bateria 4 pac            |                            | grupa gen. Krajowskiego |
| Armia Czerwona             |                            |                         |
| ⇒ oddziały Armii Czerwonej |                            |                         |

## Walki pod Borowicą Małą
W maju 1919 Polacy pobili Ukraińców i zajęli Galicję Wschodnią, a w obszarze między oddziałami polskimi a sowieckimi, skoncentrowanymi w rejonie Równego, Zdołbunowa i Jampola, działały ukraińskie oddziały partyzanckie. W pierwszych dniach sierpnia grupa generała Antoniego Listowskiego rozpoczęła ofensywę w celu oparcia frontu o rzekę Horyń. Grupa gen. Franciszka Krajowskiego, w składzie 10 pułk piechoty, III batalion 14 pułku piechoty, dwie baterie 4 pułku artylerii polowej i bateria 4 pułku artylerii ciężkiej, otrzymała rozkaz opanowania węzłów kolejowych Równe i Zdołbunów oraz obsadzenia linii Horynia.
8 sierpnia Grupa wyruszyła do działań. Następnego dnia zatrzymała się na linii Szpikłosy - Tartackoj - Jełowice i - jeszcze bez kontaktu z Sowietami - przystąpiła do rozbrajania Ukraińców oraz porządkowania administracji terenowej. 12 sierpnia kontynuowano działania bojowe. Grupa maszerowała na Ostróg w dwóch kolumnach: pierwsza przez Rachmanowo – Szumsk, a druga przez Stożek – Andruszówkę. Odpoczynek nocny zorganizowano w rejonach Andruszówka – Izernia oraz Szumsk – Bachmanów. Wrogo nastawiona do bolszewików ludność dostarczyła Polakom dokładnych informacji o rozlokowaniu oddziałów sowieckich. Wynikało z nich, że Sowieci obsadzali linię Borowica Mała – Lachów – Kuniów. W Borowicy Małej stacjonowały dwa sowieckie bataliony z baterią artylerii, a Kuniowa broniła jedna kompania.
Gen. Franciszek Krajowski opracował plan natarcia i postawił zadania bojowe. Grupa południowa ppłk. Adolfa Jastrzębskiego złożona z II i III batalionu 10 pułku piechoty, wsparta dwiema bateriami artylerii, miała uderzyć frontalnie na Borowicę Małą. Równocześnie 11 i 12 kompania 14 pułku piechoty miała obejść miejscowość od południa i uderzyć przez Borowicę Wielką. I/10 pułku piechoty z  jedną baterią ruszył na północ od Borowicy Małej w kierunku na Kuniów celem odcięcia przeciwnikowi odwrotu.
Sowieci już z odległości dwóch kilometrów dostrzegli nadciągająca kolumnę ppłk. Jastrzębskiego i położyli na nią ogień. Będąc przekonanym, że mają do czynienia z oddziałem partyzanckim, ruszyli jednocześnie do natarcia. W międzyczasie dwie kompanie 14 pułku piechoty zdołały niezauważenie podejść do Borowicy Małej od południa i zajęły cmentarz na wzgórzu. Kiedy około 8.30 nieprzyjaciel rozpoczął natarcie na kolumnę ppłk. Jastrzębskiego, uderzyły one w lewe skrzydło i tyły sowieckich batalionów.
Niespodziewane pojawienie się III batalionu 14 pp na tyłach przeciwnika wywołało panikę w jego szeregach. Zaczął się on wycofywać w nieładzie w kierunku na Ostróg. Sukces polski nie został dopełniony z uwagi na fakt, że  I/10 pułku piechoty nie zdążył na czas opanować Kuniowa i nie zamknął Sowietom drogi odwrotu. O 16.00 13 sierpnia 1919 grupa gen. Franciszka Krajowskiego wkroczyła bez walki do Ostroga owacyjnie witana przez ludność miasta.

## Bilans walk
Manewr, szybkość działania i zdecydowanie zapewniły grupie gen. Franciszka Krajowskiego zwycięstwo kosztem minimalnych strat własnych. Działania pod Borowicą Małą umożliwiły zajęcie bez walki Ostroga, a także Zdołbunowa i Sławuty oraz obsadzenie linii Horynia. Straty polskie to jeden poległy i dwóch rannych. Przeciwnik stracił około czterdziestu poległych i rannych. Do niewoli wzięto około stu jeńców, zdobyto dwa działa i szesnaście ckm.